# Бокій Борис Іванович
Бори́с Іва́нович Бо́кій (*23 липня 1873, Тбілісі — †13 березня 1927, С.-Петербург) — радянський вчений в галузі гірничої справи, основоположник аналітичних методів проектування рудників і шахт.

## Біографія
Народився в м. Тбілісі в сім'ї викладача математики українського походження І. Д. Бокія. У 1895 закінчив Петербурзький гірничий інститут. З 1895 до 1906 працював на шахтах Донбасу, де впровадив прогресивну для того часу суцільну систему розробки (замість стовпової), значно поліпшив технологію підземного видобутку вугілля. З 1906 Бокій — завідувач кафедри гірничої справи Петербурзького гірничого інституту, професор. З 1921 був відповідальним консультантом українських трестів «Донвугілля», «Південьсталь» та інших. Бокій Борис Іванович запропонував першу практичну схему підземної газифікації вугілля.

## Родина
Борис Бокій — батько члена-кореспондента Академії Наук СРСР, творця і організатора радянської кристалохімії Георгія Бокія.

## Праці
- Аналитический курс горного искусства. М.—Л., 1929
- Практичний курс гірництва. X.—Одеса, 1931